# ЧФР (Клуж-Напока)
ЧФР Клуж (рум. CFR Cluj — укр. Румунська залізниця Клуж) або просто «Клуж» — професіональний румунський футбольний клуб з міста Клуж-Напока. Зі свого заснування у 1907 році клуб довгий час не вважався ґрандом румунського футболу.
На початку своєї історії клуб декілька разів змінював назву: «Колосварі», ЧСМ, «Клужеана». У 1910 році команда виграла чемпіонат Трансильванії, а після приєднання цього регіону до Румунії стала виступати у вищій лізі останньої.
До останнього виходу в Лігу I в 2004 році клуб провів більшу частину свого існування в нижчих дивізіонах. З тих пір «Клуж» все більше покладався на іноземних гравців для внутрішнього успіху, а в сезоні 2005—2006 брав участь у своєму першому європейському змаганні, Кубку Інтертото, де зайняв друге місце. Завдяки значній фінансовій підтримці попереднього власника Арпада Пашкані, ЧФР відібрав національний титул у столичних команд через сімнадцять років і вперше став національним чемпіоном у кампанії 2007—2008 років. Команда піднялася і стала серйозною фігурою в румунському футболі, а також тричі забезпечила кваліфікацію до Ліги чемпіонів УЄФА та групового етапу Ліги Європи. У період з 2017-го по 2022 роки «біло-бургундські» виграли п'ять чемпіонатів поспіль. Загалом ЧФР «Клуж» здобув шістнадцять національних трофеїв, усі вони в XXI столітті — вісім Ліги I, чотири Кубка Румунії та чотири Суперкубка Румунії. «Клуж» має жорстке суперництво з сусіднім Універсітатією Клуж, а матчі між ними відомі як Дербі Клужу. За останній період також виникло кілька, але незначних суперників — команди, з якими ЧФР боровся за титул чемпіона.

## Історія

### Заснування та перші роки (1907—1969)
ЧФР був заснований у 1907 році, коли місто Клуж-Напока (тоді Коложвар) входило до складу Австро-Угорщини під назвою Kolozsvári Vasutas Sport Club («Коложварський залізничний спортивний клуб»). З 1907-го по 1910-ий роки команда виступала в міському чемпіонаті. Однак помітних досягнень за цей час клуб не мав. У 1911 році команда виграла нещодавно організований чемпіонат Трансильванії. Клуб постійно фінішував на другому місці в цьому змаганні між 1911 і 1914 роками, змагання, яке було перервано через Першу світову війну. Після війни, в 1920 році, Трансильванія була передана Румунії, і клуб відповідно змінив свою назву на ЧФР «Клуж», зберігаючи його зв'язки з національною залізничною організацією, цього разу румунським державним залізничним перевізником, Căile Ferate Române, звідси і акронім. Вони виграли два регіональні титули, у 1918—1919 та 1919—1920 роках.
У 1920—1934 роках клуб не мав помітних досягнень. Між 1934 і 1936 роками ЧФР два сезони грав у Дивізіоні B, посівши шосте в сезоні 1934—1935 і восьме в сезоні 1935—1936. У 1936 році ЧФР було переведено у Дивізіон C, де команда грала два сезони, зайнявши друге та четверте місце відповідно. Після Другої світової війни ЧФР «Клуж» один сезон відіграв у Дивізіоні С, отримавши підвищення до Дивізіону B. Перед початком сезону 1947—1948 команда об'єдналася з іншим місцевим клубом, Ферар Клуж, і вперше в історії зіграла в Дивізіоні А. На жаль, команда проіснувала в першій лізі лише два роки і не гратиме там ще 20 років. У 1960 році чергове злиття, цього разу з Rapid Cluj, призвело до CSM Cluj. У 1964 році назва команди була змінена на Clujeana. Того ж року юніорська команда клубу виграла чемпіонат країни. Через три роки назву команди знову змінили на ЧФР «Клуж».

### Повернення на найвищі місця
У 1969 році ЧФР зайняв перше місце в Дивізіоні B з 40 очками, на п'ять більше, ніж у свого суперника, Політехніки з Тімішоари. Заключною грою цього сезону стала нічия 1:1 з «Політехнікою». Влітку 1969 року «Клуж» вийшов до Дивізіону А під керівництвом тренера Костянтина Радулеску. Радулеску був родом із південної Румунії, але виріс у Трансильванії. До тренерської роботи він грав за ЧФР та іншу місцеву команду, Університатія Клуж (або У Клуж), протягом 1940-х років. У чемпіонаті першої ліги 1969—1970 років ЧФР дебютував, перемігши з рахунком 2:0 над Тиргу Муреш. Наступні кілька ігор пройшли не так добре, хоча була перемога над «Політехнікою Ясси» з рахунком 1:0, було 2 поразки від «Стяуа» (1:3) і «Динамо» (0:2). Ці та інші недоліки були фактором передбачуваного спаду команди. Однак наступної весни ЧФР зумів оговтатися, здобувши перемогу над Тиргу Муреш (1:0), після голу Октавіана Йонеску таким чином врятувавшись від вильоту.

### Нижчі ліги (1976—2002)
Вилетівши з найвищого дивізіону у 1976 році, ЧФР протягом сезону 1977—1978 намагався повернутися у вищу лігу. Однак команда фінішувала лише на 2-му місці в Дивізіоні B, після Бая-Маре. Чотири роки по тому «Клуж» вилетів до 3-го дивізіону, Дивізіону C. Відтоді команда дрейфувала між 2-ю та 3-ю лігами. У 1983 році ЧФР грав у Дивізіоні B під керівництвом свого багаторічного тренера, доктора Константина Радулеску. У 1990-х роках клуб пережив фінансові труднощі і не раз опинявся на межі банкрутства. Тим не менш, за цей час, у клубу виросло кілька дуже талановитих гравців, у тому числі Крістіан Дулька, Аттіла Піроска, Крістіан Короян та Алін Мінтеуан.

### Придбання Pászkány і перші національні титули (2002—2012)
У січні 2002 року новий спонсор, Арпад Пашкан, голова S.C. ECOMAX M.G., заснував нове комерційне спортивне товариство з ECOMAX M.G., як основний акціонер. Наприкінці сезону 2001—2002 років у Дивізіоні С ЧФР повернувся до Дивізіону B (згодом у Лігу II).
Літо 2003 року було дуже важливим для клубу, оскільки було придбано багато нових талановитих гравців, включаючи Каталіна Боздога, Адріана Анку, Крістіана Турку та Сабіна Піглішана. З цими та іншими гравцями «Клуж» вийшов до найвищого дивізіону після успішного сезону в Дивізіоні B. ЧФР розпочав сезон сильно, утримуючи перше місце деякий час. Тоді головний спонсор клубу Арпад Пашкань потрапив у публічний скандал, під час якого Пашкань звинуватив кількох арбітрів у корупції. Ця справа переслідувала команду і призвела до звільнення головного тренера Чочері. ЧФР програв кілька ігор поспіль, перш ніж скандал вщух. Після зимової перерви Чочері замінив Аурел Шунда. Навесні 2004 року команда Сунди провела одну з найкращих серій, вигравши 14 з 15 матчів, лише одну звівши до нічиєї. За тур до кінця сезону «Клуж» був на другому місці, на одне очко відстававши від Жюля Петрошані на першому місці. Але коли Газ Метан зіграв з Джуль унічию і ЧФР виграв їхній останній матч з рахунком 3–0, клуб вперше за 28 років піднявся на вершину ліги та став чемпіоном. Влітку 2004 року «Клуж» придбав багато нових цінних румунських гравців, зокрема Василе Юла та Раду Маргіняна.
Перший рік після повернення ЧФР «Клуж» у дивізіон А був сильним, але непостійним. Клуб посів шосте після першої половини чемпіонату 2004—2005 років. Саме в цей час ЧФР зіграв одну зі своїх найвідоміших матчів за всю історію, перемігши вдома «Динамо Бухарест». Підсумковий рахунок був 4–2, після двох голів Адріана Анки та Соріна Ончіке. Однак друга половина чемпіонату виявилася для клубу невтішною, оскільки після 15 ігор команда набрала лише 12 очок. Команда посіла 11 місце, уникнувши вильоту.
Літо 2005 року принесло значні зміни в ЧФР «Клуж». Команда розпочала участь в Кубку Інтертото, що стало першою європейською пригодою ЧФР. «Клуж» почав добре, вийшовши до другого раунду після двох перемог над ФК Ветра (3:2 та 4:1).

### Фінансові труднощі та відновлення (2012—2017)
Після 2012 року через погане керівництво у клубу стався різкий занепад, зайнявши 9-е місце в сезоні 2012—2013, хоча в Лізі чемпіонів вони виступили чудово, зайнявши 3-тє місце за різницею м'ячів у групі з «Манчестер Юнайтед», «Галатасараєм» і «Брагою» з 10-ма очками, встановивши рекорд для румунської команди. Їхня кампанія в Лізі чемпіонів завершилася виїзною перемогою з рахунком 1:0 на Олд Траффорд проти «Манчестер Юнайтед». Вони зіграли внічию проти міланського Інтера в Лізі Європи, де вилетіли з рахунком 5:0 за загальним підсумком.
ЧФР провів спокійний сезон 2013—2014, фінішувавши на 5-му місці та отримавши місце в Лізі Європи, головним чином через те, що «Динамо», яке посіло 4-те місце, подало заяву про банкрутство і, таким чином, не змогло взяти участь у європейських змаганнях. Протягом цього часу власник Пашкань зіткнувся з юридичними звинуваченнями та знехтував командою, що призвело до серйозних фінансових труднощів, які закінчилися лише у наступних сезонах.
«Клуж» добре розпочав сезон 2014—2015, але фінансові труднощі призвели до неплатоспроможності, яка згодом розпочала період поганих результатів. Після невиплати повної винагороди п'яти колишнім гравцям клубу Румунська федерація футболу вирішила оштрафувати клуб на 24 очки, що поставило їх на останнє місце в Лізі I. В результаті багато гравців покинули клуб, і ЧФР оскаржив рішення Федерації у Спортивному арбітражному суді. У травні 2015 року суд виніс рішення на їхню користь, відновивши відраховані очки, що допомогло команді забезпечити третє місце в чемпіонаті ліги. ЧФР «Клуж» виграв фінал Кубку Румунії 2016 року, обігравши бухарестське «Динамо» у серії пенальті, трофей став їх першим здобутком з 2012 року.

### Національне домінування та повернення до європейських змагань (2017— дотепер)
Дан Петреску привів клуб до титулів у чемпіонатах 2017—2018 та 2019—2020. Він також частково керував ними в сезонах Ліги I 2018—2019 та 2020—2021, які також виграв ЧФР. На початку 2017 року повідомлялося, що бізнесмен Маріанн Баґечан придбав 62 % акцій клубу. 30 травня того ж року, після завершення кампанії Ліги I сезону 2016—2017 на 4-му місці, ЧФР «Клуж» нарешті вийшов із неплатоспроможності й знову зміг брати участь у європейських змаганнях, починаючи з сезону 2018—2019. У червні 2017 року Дан Петреску замінив Василе Міріуце на посаді головного тренера команди, маючи на меті повернутися до єврокубків і провести амбітну трансферну кампанію.
20 травня 2018 року «залізничники» перемогли діючого чемпіона Віторул Констанцу з рахунком 1:0 і завоювали свій четвертий титул чемпіона Ліги I, фінішувавши на одне очко вище ФКСБ у таблиці. Клуб також здобув перемогу в наступному матчі Суперкубка Румунії 2018 року проти Університету Крайови, цього разу під керівництвом тренера Едварда Йорденеску. Проте Йорденеску був замінений лише після трьох ігор, а Тоні Консейсао повернувся на третій термін на посаді тренера. Європейська кампанія клубу була перервана після того, як люксембурзька команда Ф91 Дюделанж виграла раунд плей-оф Ліги Європи за сумою двох матчів 5–2, через статус аутсайдера Дюделанжа щоденна газета Gazeta Sporturilor розцінила поразку ЧФР як «найбільшу ганьбу в історії румунського футболу».
У травні 2019 року, знову під керівництвом Дана Петреску, «Залізничники» здобули свій п'ятий титул Ліги I. На відміну від минулого року, клуб плідно виступав у європейських змаганнях. Обійшовши Астану та Маккабі Тель-Авів, ЧФР Клуж переміг шотландську команду Селтік у третьому раунді кваліфікації Ліги чемпіонів. У плей-оф вони зустрілися з празькою Славією, але програли обидва матчі з рахунком 0–1 і перейшли до виступів у груповому етапі Ліги Європи. Там «Клуж» зіграв внічию проти Лаціо, Ренна та Селтіка. Вони зайняли 2-ге місце позаду Селтіка і загалом заробили дванадцять очок у групі, що є рекордом Румунії в європейських змаганнях. У 1/16 фіналу ЧФР вилетів із «Севільї» за правилом голів на виїзді після двох нічиїх — іспанці виграли у фіналі 3–2 проти міланського «Інтера» 21 серпня 2020 року.
3 серпня «Клуж» виграв третій поспіль титул чемпіонів і шостий в загальному заліку, після перемоги у фінальному матчі над суперником Універсітатією Крайова.

## Досягнення
- Чемпіон Румунії (8): 2008, 2010, 2012, 2018, 2019, 2020, 2021, 2022
- Володар Кубка Румунії (5): 2008, 2009, 2010, 2016, 2025
- Володар Суперкубка Румунії (4): 2009, 2010, 2018, 2020

## Виступи в єврокубках
| Сезон     | Змагання        | Раунд   | Суперник          | Вдома       | На виїзді    | В сукупності |
| --------- | --------------- | ------- | ----------------- | ----------- | ------------ | ------------ |
| 2005      | Кубок Інтертото | 1Р      | Ветра             | 3–2         | 4–1          | 7–3          |
| 2005      | Кубок Інтертото | 2Р      | Атлетік Більбао   | 1–0         | 0–1 (дод.ч.) | 1–1 (5–3 п)  |
| 2005      | Кубок Інтертото | 3Р      | Сент-Етьєн        | 1–1         | 2–2          | 3–3 (г)      |
| 2005      | Кубок Інтертото | 1/2     | Жальгіріс         | 5–1         | 2–1          | 7–2          |
| 2005      | Кубок Інтертото | Фінал   | Ланс              | 1–1         | 1–3          | 2–4          |
| 2007—2008 | Кубок УЄФА      | 2КР     | Анортосіс         | 1–3         | 0–0          | 1–3          |
| 2008—2009 | Ліга чемпіонів  | Група A | Рома              | 1–3         | 2–1          | 4-е місце    |
| 2008—2009 | Ліга чемпіонів  | Група A | Челсі             | 0–0         | 1–2          | 4-е місце    |
| 2008—2009 | Ліга чемпіонів  | Група A | Бордо             | 1–2         | 0–1          | 4-е місце    |
| 2009—2010 | Ліга Європи     | ПО      | Сараєво           | 2–1         | 1–1          | 3–2          |
| 2009—2010 | Ліга Європи     | Група K | Копенгаген        | 2–0         | 0–2          | 4-е місце    |
| 2009—2010 | Ліга Європи     | Група K | ПСВ               | 0–2         | 0–1          | 4-е місце    |
| 2009—2010 | Ліга Європи     | Група K | Спарта Прага      | 2–3         | 0–2          | 4-е місце    |
| 2010—2011 | Ліга чемпіонів  | Група E | Базель            | 2–1         | 0–1          | 4-е місце    |
| 2010—2011 | Ліга чемпіонів  | Група E | Рома              | 1–1         | 1–2          | 4-е місце    |
| 2010—2011 | Ліга чемпіонів  | Група E | Баварія           | 0–4         | 2–3          | 4-е місце    |
| 2012—2013 | Ліга чемпіонів  | 3КР     | Слован Ліберець   | 1–0         | 2–1          | 3–1          |
| 2012—2013 | Ліга чемпіонів  | ПО      | Базель            | 1–0         | 2–1          | 3–1          |
| 2012—2013 | Ліга чемпіонів  | Група H | Брага             | 3–1         | 2–0          | 3-є місце    |
| 2012—2013 | Ліга чемпіонів  | Група H | Манчестер Юнайтед | 1–2         | 1–0          | 3-є місце    |
| 2012—2013 | Ліга чемпіонів  | Група H | Галатасарай       | 1–3         | 1–1          | 3-є місце    |
| 2012—2013 | Ліга Європи     | 1/16    | Інтернаціонале    | 0–3         | 0–2          | 0–5          |
| 2014—2015 | Ліга Європи     | 2КР     | Ягодина           | 0–0         | 1–0          | 1–0          |
| 2014—2015 | Ліга Європи     | 3КР     | Динамо Мінськ     | 0–2         | 0–1          | 0–3          |
| 2018—2019 | Ліга чемпіонів  | 2КР     | Мальме            | 0–1         | 1−1          | 1–2          |
| 2018—2019 | Ліга Європи     | 3КР     | Алашкерт          | 5−0         | 2−0          | 7–0          |
| 2018—2019 | Ліга Європи     | ПО      | Ф91 Дюделанж      | 2–3         | 0–2          | 2–5          |
| 2019—2020 | Ліга чемпіонів  | 1КР     | Астана            | 3−1         | 0–1          | 3–2          |
| 2019—2020 | Ліга чемпіонів  | 2КР     | Маккабі Тель-Авів | 1–0         | 2–2          | 3–2          |
| 2019—2020 | Ліга чемпіонів  | 3КР     | Селтік            | 1–1         | 4–3          | 5–4          |
| 2019—2020 | Ліга чемпіонів  | ПО      | Славія Прага      | 0–1         | 0–1          | 0–2          |
| 2019—2020 | Ліга Європи     | Група E | Лаціо             | 2–1         | 0–1          | 2-е місце    |
| 2019—2020 | Ліга Європи     | Група E | Селтік            | 2–0         | 0–2          | 2-е місце    |
| 2019—2020 | Ліга Європи     | Група E | Ренн              | 1–0         | 1–0          | 2-е місце    |
| 2019—2020 | Ліга Європи     | 1/16    | Севілья           | 1–1         | 0–0          | 1–1 (г)      |
| 2020—2021 | Ліга Чемпіонів  | 2КР     | Динамо Загреб     | 2–2 (5–6 п) | -            | 2–2 (5–6 п)  |
|           | Ліга Європи     | 3КР     | Юргорден          | -           | 1–0          | 1-0          |
|           |                 | ПО      | КуПС              | 3–1         | -            | 3-1          |